# Milioner bez grosza
Milioner bez grosza (ang. The Million Pound Note) – brytyjska komedia z 1954 w reżyserii Ronalda Neame’a. W roli głównej wystąpił Gregory Peck. Film jest ekranizacją opowiadania The Million Pound Bank Note Marka Twaina z 1893.

## Obsada
Opracowano na podstawie materiału źródłowego:
- Gregory Peck – Henry Adams
- Ronald Squire – Oliver Montpelier
- Wilfrid Hyde-White – Roderick Montpelier
- Jane Griffiths – Portia Lansdowne
- Joyce Grenfell – księżna Cromarty
- A. E. Matthews – książę Frognal
- Maurice Denham – Mr. Reid
- Reginald Beckwith – Rock
- Brian Oulton – Lloyd
- John Slater – Parsons
- Wilbur Evans – amerykański ambasador
- Hartley Power – Hastings
- George Devine – właściciel restauracji
- Bryan Forbes – Todd
- Gudrun Ure – Renie (Ann Gudrun)
- Hugh Wakefield – książę Cromarty
- Felix Felton – Alfred

## Produkcja
Powieść została zaadaptowana przez brytyjską telewizję w 1950 przez Rexa Rienitsa. Producent Daniel M. Angel zakupił prawa do ekranizacji filmowej.